# Sewellia pterolineata
Sewellia pterolineata is een straalvinnige vissensoort uit de familie van de steenkruipers (Balitoridae). De wetenschappelijke naam van de soort is voor het eerst geldig gepubliceerd in 1998 door Roberts.